# Ivar Knudsen
Ivar Peter Bagger Knudsen, född 1 april 1861, död 23 mars 1920, var en dansk ingenjör.
Knudsen var direktör för Burmeister & Wains skeppsvarv 1908-19. Han inträdde i bolagets tjänst redan 1895 och blev 1897 chef för maskinavdelningen. På Knudsens initiativ övertog bolaget Rudolf Diesels patent på oljemotorer för Danmark. Under hans ledning förbättrades motortypen och tillverkningsmetoderna, verkstäderna utvecklades och moderniserades. 1911 bygges det första stora sjögående motorfartyget i världen, M/S Selandia.

## Utmärkelser
- Riddare av Dannebrogorden,  1900[2]
- Dannebrogsmännens hederstecken,  1907[2]
- Förtjänstmedaljen i guld,  1912[2]

[Redigera Wikidata]